# Banks Tomb

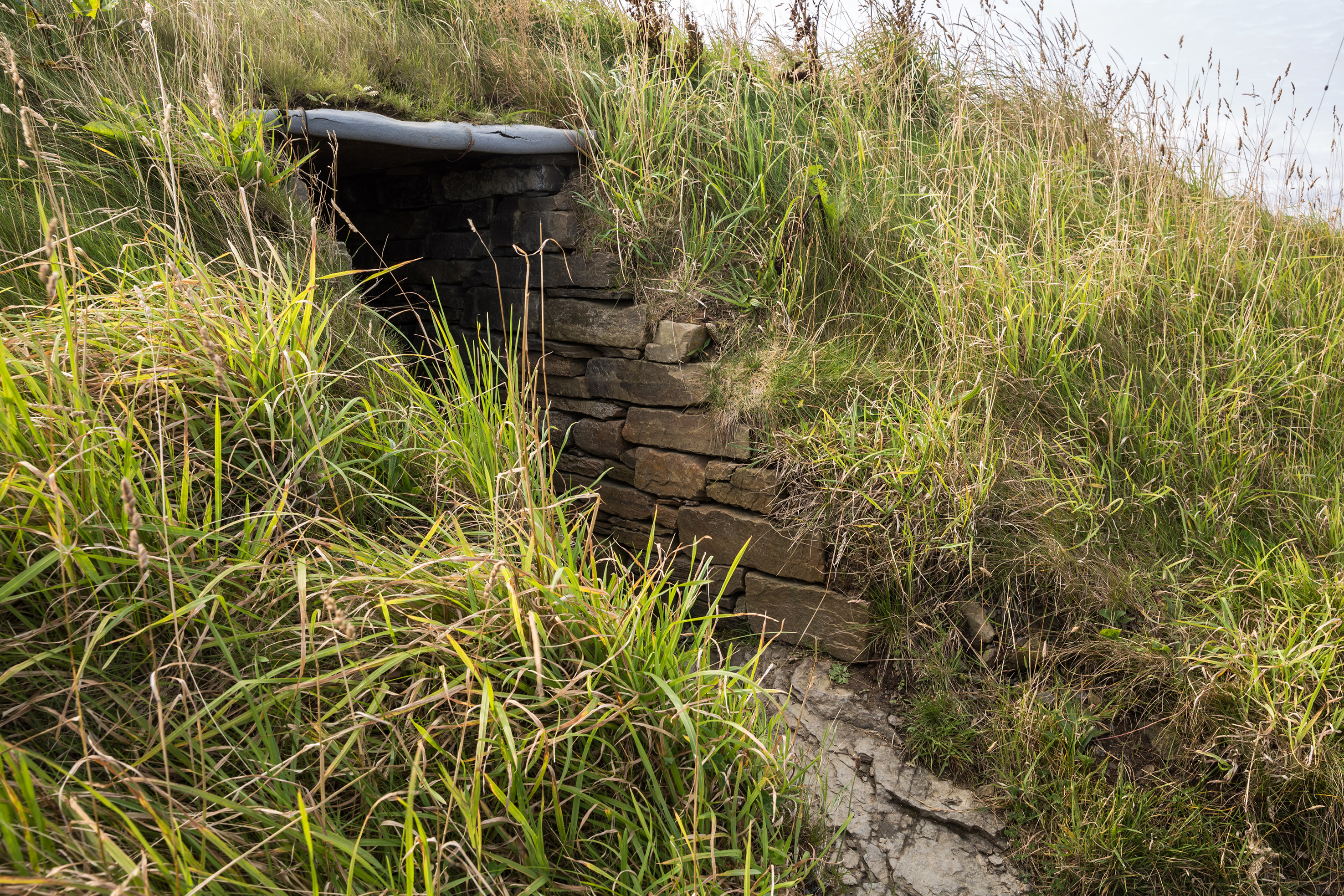
Eingang zur Anlage

Banks Tomb (oder „Tomb of the Otters“) ist eine etwa 5000 Jahre alte, im Jahre 2010 bei der Planierung eines Hügels zufällig entdeckte und ausgegrabene, ungestörte Megalithanlage auf der Orkneyinsel South Ronaldsay in Schottland, in der sich in mehreren Schichten Tausende menschlicher Knochen fanden. Sie liegt an der Südküste der Insel, unweit von Liddle Burnt Mound und dem Isbister Cairn (Tomb of the Eagles). Diese dem Maeshowe-Typ ähnlichen Anlagen (wie der weniger komplexe Unstan Cairn) entstanden etwa 2500 v. Chr. 
Die aus Sandsteinblöcken und -platten errichtete Anlage besteht aus einer rechteckigen 4,0 × 0,75 m langen, West-Ost-orientierten Hauptkammer mit einer axial gelegenen, in den Fels geschnittenen polygonalen Aufweitung im Westen (West-Cell), einer zweiten axial gelegenen ebenfalls polygonalen Nebenkammer im Osten (East Cell) und drei lateralen Nebenkammern, eine im Norden (North Cell) und zwei im Süden, einer sechsten Kammer, sowie dem lateralen Zugang, der von Norden kommt. Die Anlage wurde mit Platten abgedeckt um das Innere vor der Witterung zu schützen.